# 第2師団 (日本軍)

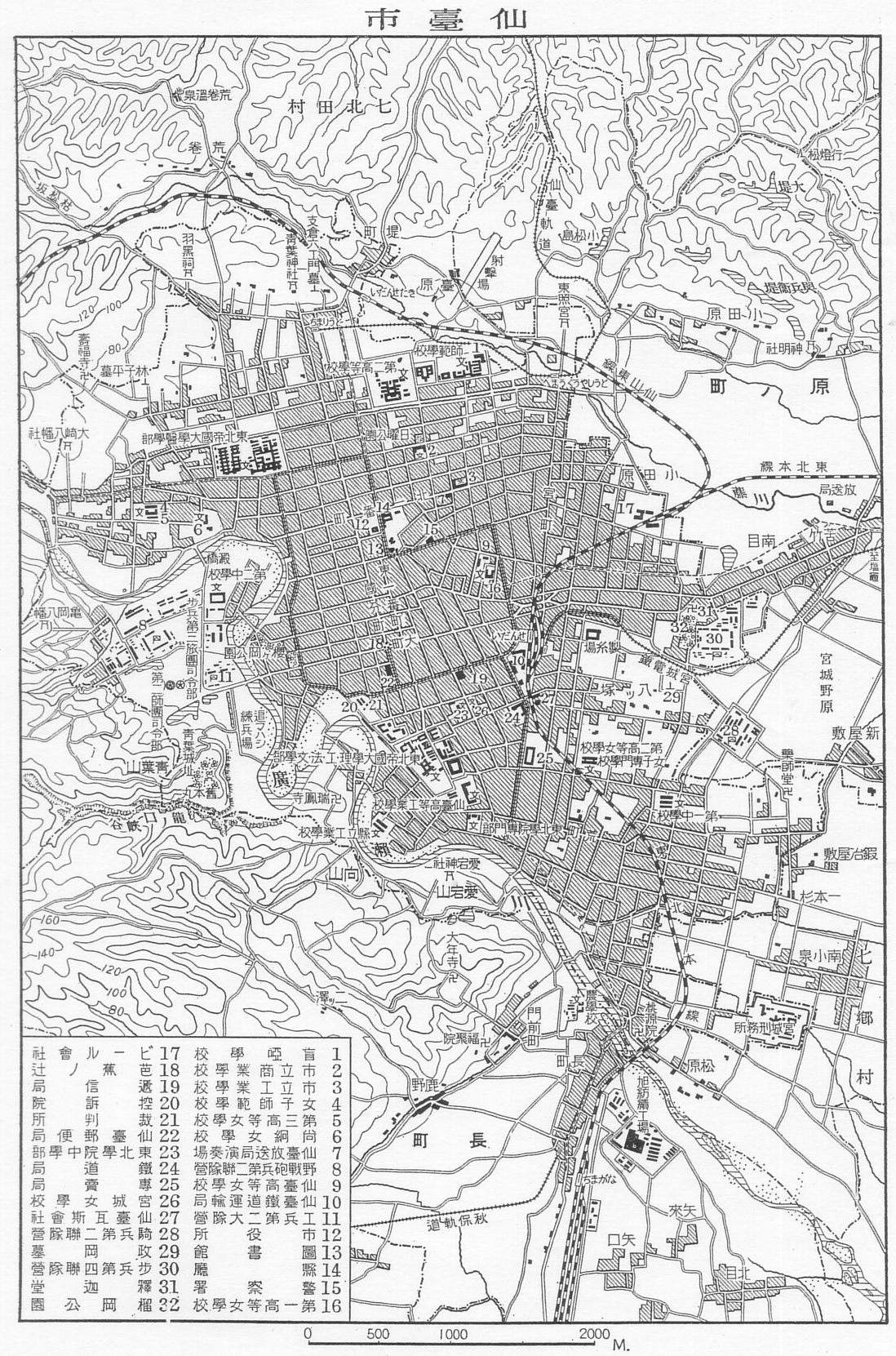
1927年（昭和2年）頃の仙台市および近郊地図。第2師団司令部は地図の中央左の仙台城二の丸にあり、周辺も含めて日本軍の施設が集中した。地図の中央右の30番が步兵第4連隊営で、現在は榴岡公園。

第2師団（だいにしだん）は、大日本帝国陸軍の師団のひとつ。1888年（明治21年）5月14日に仙台鎮台を改編して宮城県仙台区（翌年より仙台市）に設立された。1945年（昭和20年）の陸軍解体まで、日本の主要な戦争に参加した。

## 編成と師管の変遷

### 創設から1896年まで
初代師団長は最後の仙台鎮台司令官佐久間左馬太。仙台の歩兵第4連隊、青森の歩兵第5連隊、新潟県新発田の歩兵第16連隊、仙台の歩兵第17連隊の4個歩兵連隊を基幹とし、野砲兵第2連隊、騎兵第2大隊、工兵第2大隊、輜重兵第2大隊などで構成された。
第2師団の管轄範囲、すなわち第2師管は、東北地方と新潟県、北海道だったが、北海道で徴兵を実施したのは函館・江差・福山に限られた。

### 1896年から1907年まで
日清戦争直後の1896年（明治29年）に決定をみた軍備増強計画により、北海道に第7師団、弘前に第8師団が置かれることになり、第2師管は福島県、新潟県、宮城県の登米郡・本吉郡・栗原郡を除く中部以南に縮小した。
これにともない、青森の歩兵第5連隊は1897年（明治30年）10月に第8師団に所属変更した。歩兵第17連隊は1898年（明治31年）に仙台から秋田に移って第8師団の隷下に入り、連隊営の跡地には新設の歩兵第29連隊が置かれた。また、新潟県新津にも新設の歩兵第30連隊が置かれた。騎兵第2大隊は騎兵第2連隊に拡充した。第4連隊と第29連隊は歩兵第3旅団、第16連隊と第30連隊は歩兵第15旅団に属し、師団はこの2個旅団のほかに騎兵第2連隊、野戦砲兵第2連隊、それに第2工兵大隊、第2輜重兵大隊、佐渡の警備隊で構成された。

### 1907年から1925年まで
日露戦争の後、1907年に、第13師団が新潟県の高田に置かれることになった。これにともなって歩兵第16連隊と同第30連隊は第13師団に移管した。第2師団には新設の歩兵第65連隊が加わり、第8師団から譲られた歩兵第32連隊が秋田から山形に移った。このうち第29連隊と第65連隊が第3歩兵旅団に、第4連隊と第16連隊が第15歩兵旅団に属した。師団にはこの2個旅団のほかに、騎兵第2連隊、野砲兵第2連隊、山砲兵第1大隊、第2工兵大隊、第2輜重兵大隊が属した。
第2師管は新潟県を第13師管に譲り、替わりに山形県と宮城県北部を第8師管から譲られて、宮城・山形・福島3県となった。

### 1925年から1930年まで
第13師団が1925年の宇垣軍縮で廃止されると、第2師団は、歩兵第16連隊と同30連隊を取り戻し、同32連隊を山形に置いたまま第8師団に返した。歩兵第65連隊は廃止になった。第4連隊と第29連隊は第3歩兵旅団に、第16連隊と第30連隊は第15歩兵旅団に属した。師団はこの2個旅団のほかに、騎兵第2連隊、野砲兵第2連隊、それに工兵第2大隊、輜重兵第2大隊、それに新潟県高田に置かれた独立第1山砲兵連隊を擁した。
第2師管は新潟県をあわせ、山形県を第8師管に返し、宮城・福島・新潟3県となった。

## 戦歴

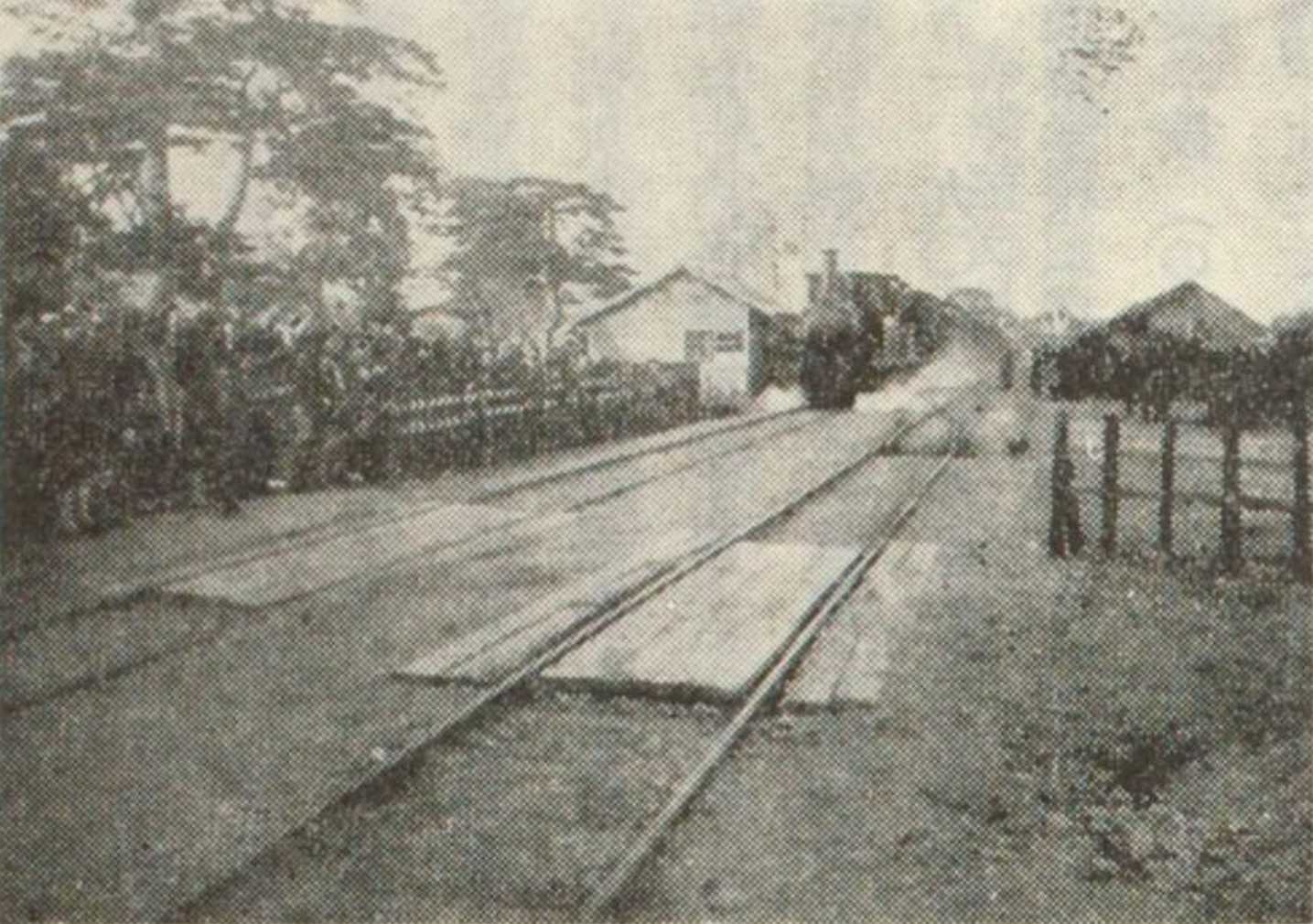
日清戦争へ出征する第2師団（長町駅）

日清戦争の威海衛攻略に参加。続いて、下関条約で日本に割譲された台湾で起きた抵抗の鎮圧にあたった。
日露戦争では黒木為楨率いる第1軍隷下で九連城攻撃・遼陽会戦・沙河会戦・奉天会戦に参加した。遼陽会戦では弓張嶺の夜襲と呼ばれる師団規模の夜襲を敢行、（ただし、これは師団長の独断で行われた作戦で、命令違反だった。）以後、「夜襲の仙台師団」の異名を取った。
1910年（明治43年）4月8日、師団司令部は韓国駐箚のため仙台を経ち、同日、師団司令部留守部を設置。1912年（明治45年）4月24日、師団司令部が朝鮮より仙台に帰着し留守部を閉鎖。1918年8月22日、兵器部が師団司令部内に移転し事務を開始。
1931年（昭和6年）からは満洲に駐屯し、以後満洲事変・盧溝橋事件に参戦し、日中戦争ではチャハル作戦・徐州会戦にあたる。太平洋戦争では南方に投入され、緒戦は蘭印で快勝するがガダルカナルでは7000名を越す損害を出す。その後マレー・シンガポール方面の警備を担当、1944年（昭和19年）からはビルマ戦線に参戦した。

## 災害出動
1896年（明治29年）に発生した明治三陸地震では、宮城県知事からの要請を受けて工兵隊および憲兵の派遣を実施。

## 施設
師団司令部は仙台市川内の旧仙台城二の丸（現東北大学川内キャンパス）に、射撃場は仙台市台原（旧警察学校～台原小学校）に設置された。
仙台鎮台時代の司令部は二の丸の殿舎であったが、1882年（明治15年）に花火事故で焼失したため、1884年（明治17年）に木造2階の建物を新築した。瓦葺で漆喰の白い壁、正面玄関に柱を立てたポーチを設け、三角の破風を持つルネサンス風の和洋折衷建築であった。これが師団司令部にも引き継がれたが、1945年（昭和20年）7月10日の仙台空襲で失われた。
創設の半年前にあたる1887年（明治20年）12月15日、日本鉄道第三区線（現JR東北本線）の仙台駅や塩竈駅（後の塩釜線・塩釜港駅）が開業し、仙台区（現仙台市）は外港である塩釜港、あるいは、東京府（現東京都）と鉄道で結ばれ、出兵の際の輸送路が確保された。日清戦争では、仙台駅の南に長町停車場を仮に設け、そこから将兵を送り出した。
追廻練兵場は終戦後、住宅営団が賃貸用の応急簡易住宅を建設する用地に転用された（川内追廻）。

## 歴代師団長
- 佐久間左馬太 中将：1888年（明治21年）5月14日 -
- 乃木希典 中将：1895年（明治28年）4月5日 -
- 西寛二郎 中将：1896年（明治29年）10月14日 -
- 西島助義 中将：1904年（明治37年）9月8日 - 1906年7月6日
- 松永正敏 中将：1906年（明治39年）7月6日 - 1912年2月18日
- 仁田原重行 中将：1912年（明治45年）2月27日 - 1915年2月15日
- 南部辰丙 中将：1915年（大正4年）2月15日 - 1916年8月18日
- 河内礼蔵 中将：1916年（大正5年）8月18日 -
- 中島正武 中将：1919年（大正8年）7月25日 -
- 長坂研介 中将：1922年（大正11年）2月8日 -
- 井上一次 中将：1926年（大正15年）3月2日 -
- 赤井春海 中将：1927年（昭和2年）7月26日 -
- 多門二郎 中将：1930年（昭和5年）12月22日 -
- 東久邇宮稔彦王 中将：1933年（昭和8年）8月1日 -
- 秦真次 中将：1934年（昭和9年）8月1日 - 1935年8月1日
- 梅津美治郎 中将：1935年（昭和10年）8月1日[16]  - 1936年3月23日[17]
- 岡村寧次 中将：1936年（昭和11年）3月23日 -
- 安井藤治 中将：1938年（昭和13年）6月23日 -
- 吉本貞一 中将：1939年（昭和14年）11月6日 -
- 丸山政男 中将：1941年（昭和16年）4月10日 -
- 岡崎清三郎 中将：1943年（昭和18年）6月10日 - 1945年2月24日
- 馬奈木敬信 中将：1945年（昭和20年）3月1日 -

## 歴代参謀長
- 高島信茂 歩兵大佐：1888年（明治21年）5月14日[18] - 1889年8月19日[19]
- 大寺安純 歩兵大佐：1889年（明治22年）9月2日 - 1891年6月13日[20]
- 沖原光孚 歩兵大佐：1891年（明治24年）6月13日 - 1892年11月22日[21]
- 大久保春野 歩兵大佐：1892年（明治25年）11月22日[22] - 1894年11月29日[20]
- 大久保利貞 歩兵大佐：1894年（明治27年）11月29日 - 1898年8月26日[23]
- 岡崎生三 歩兵大佐：1898年（明治31年）8月26日 - 1901年2月18日[24]
- 谷田文衛 歩兵大佐：1901年（明治34年）2月18日 - 1902年5月5日[25]
- 石橋健蔵 歩兵大佐：1902年（明治35年）5月5日 - 1905年2月5日[26]
- 阿部貞次郎 工兵大佐：1905年（明治38年）2月6日[27] - 1908年12月21日[28]
- 市川堅太郎 歩兵中佐：1908年（明治41年）12月21日 - 1912年11月30日[29]
- 野沢悌吾 歩兵大佐：1912年（大正元年）11月30日 - 1916年4月1日[30]
- 菱刈隆 歩兵大佐：1916年（大正5年）4月1日 - 1918年7月24日[31]
- 佐藤信 工兵大佐：1918年（大正7年）7月24日 - 1919年7月25日[32]
- 木下文次 歩兵大佐：1919年（大正8年）7月25日 - 1922年9月26日[32]
- 河田四十一 工兵大佐：1922年（大正11年）9月26日 - 1923年8月6日[33]
- 星埜文一郎 歩兵大佐：1923年（大正12年）8月6日 - 1924年12月15日[34]
- 黒坂静一 歩兵大佐：1924年（大正13年）12月15日 - 1928年8月10日[35]
- 小野幸吉 歩兵大佐：1928年（昭和3年）8月10日 - 1931年8月1日[36]
- 上野良丞 歩兵大佐：1931年（昭和6年）8月1日 - 1934年3月5日[37]
- 常岡寛治 歩兵大佐：1934年（昭和9年）3月5日 - 1935年3月15日[38]
- 中尾忠彦 歩兵大佐：1935年（昭和10年）3月15日 - 1936年3月28日[39]
- 島本正一 歩兵大佐：1936年（昭和11年）3月28日 - 1937年8月2日[40]
- 高橋多賀二 歩兵大佐：1937年（昭和12年）8月2日 - 1938年7月15日[41]
- 原田次郎 歩兵大佐：1938年（昭和13年）7月15日 - 1940年12月2日[42]
- 小川壱郎 大佐：1940年（昭和15年）12月2日[43] - 1941年8月17日死去[44]
- 大木良枝 大佐：1941年（昭和16年）月日不詳[注 1] - 1942年7月18日[45]
- 玉置温和 大佐：1942年（昭和17年）7月18日 - 1943年8月2日[45]
- 木下武夫 大佐：1943年（昭和18年）8月2日 - 終戦[46]

## 最終司令部構成
- 参謀長：木下武夫大佐（陸士33期）
  - 参謀：大江卓馬少佐（陸士44期）
  - 参謀：金富与志二中佐（陸士45期）
  - 参謀：松田三雄少佐（陸士45期）
- 高級副官：荻原行雄少佐
- 兵器部長：鈴木喜芳大佐（陸士23期）
- 経理部長：三好完六主計大佐
- 軍医部長：井美猛軍医大佐
- 獣医部長：鈴木福三郎獣医中佐

## 最終編制
- 歩兵第4連隊（仙台）：一刈勇策大佐（陸士28期）
- 歩兵第16連隊（新発田）：堺吉嗣大佐（陸士29期）
- 歩兵第29連隊（若松）：三宅犍三郎大佐（陸士29期）
- 捜索第2連隊（仙台）：原好三大佐（陸士30期）
- 野砲兵第2連隊（仙台）：石崎益雄大佐（陸士26期）
- 工兵第2連隊（仙台）：高瀬克巳大佐（陸士30期）
- 輜重兵第2連隊（仙台）：山口英男少佐（陸士44期）
- 第2師団通信隊（仙台）：石橋一男大尉（陸士55期）
- 第2師団兵器勤務隊（仙台）：細貝作蔵少佐
- 第2師団衛生隊（若松）：西山秀雄中佐
- 第2師団第1野戦病院（仙台）：細見禎一少佐
- 第2師団第2野戦病院（仙台）：武田正大尉
- 第2師団第4野戦病院（仙台）：丸茂三千穂少佐
- 第2師団病馬廠（仙台）：伊藤辰男大尉
- 第2師団防疫給水部（仙台）：沼沢保少佐